# Charles Hennen Concours
Het Charles Hennen Concours is een internationaal kamermuziek-concours voor strijkers. Het wordt elk jaar in de lente gehouden in Heerlen. Het concours werd opgericht in 1986 op initiatief van muziekschooldirecteur P.M. Theunissen en groeide uit tot een gerenommeerd kamermuziekfestival met allerlei nevenactiviteiten en concerten in onder meer het SCHUNCK glaspaleis, Theater Heerlen en de Oefenbunker in Landgraaf, naast de grote finale in Theater Kerkrade. Het werkte samen met het Orlando Festival, waarbij winnaars van het concours ook aan dit festival deelnamen. 
Met ingang van 2013 is het kamermuziekconcours opgenomen in het programma van het Orlando Festival waarbij de naam werd veranderd in Orlando Concours. De winnaar van het concours ontvangt de "Prix Charles Hennen".
Het concours werd in 1992 lid van de European Union of Music Competitions for Youth (EMCY), die in 2010 op de thuisbasis in Heerlen haar algemene vergadering had.
Naamgever van het concours is violist Charles Hennen.